# Syzygiella
Syzygiella, rod jetrenjarki smješten u porodicu Adelanthaceae, dio potporodice Jamesonielloideae. Ukupno 74 vrste. Tipična je Syzygiella perfoliata slična je ali različita od vrste S. concreta.

## Vrste
1. Syzygiella acinacifolia (Hook. f. & Taylor) K. Feldberg, Váňa, Hentschel & Heinrichs
2. Syzygiella anomala (Lindenb. & Gottsche) Steph.
3. Syzygiella apiculata Herzog
4. Syzygiella appendiculata Herzog
5. Syzygiella autumnalis (DC.) K. Feldberg, Váňa, Hentschel & Heinrichs
6. Syzygiella biloba Schiffn.
7. Syzygiella bilobata Inoue
8. Syzygiella boliviana Steph.
9. Syzygiella burghardtii Gradst. & Á.R. Benítez
10. Syzygiella campanulata Herzog
11. Syzygiella ciliata Gradst. & Á.R. Benítez
12. Syzygiella colombiana H. Rob.
13. Syzygiella colorata (Lehm.) K. Feldberg, Váňa, Hentschel & Heinrichs
14. Syzygiella concreta (Gottsche) Spruce
15. Syzygiella contigua Steph.
16. Syzygiella cuencensis (Steph.) Carl
17. Syzygiella eatonii (Austin) Inoue
18. Syzygiella elongella (Taylor) K. Feldberg, Váňa, Hentschel & Heinrichs
19. Syzygiella geminifolia (Mitt.) Steph.
20. Syzygiella gracillima Herzog
21. Syzygiella grandiflora Steph.
22. Syzygiella grollei Inoue
23. Syzygiella herzogiana Steph.
24. Syzygiella herzogii R.M. Schust.
25. Syzygiella inouei Grolle
26. Syzygiella integerrima Steph.
27. Syzygiella jacquinotii (Mont.) Hentschel, K. Feldberg, Váňa & Heinrichs
28. Syzygiella jelskii (Loitl.) Steph.
29. Syzygiella kerguelensis M.L. So & Grolle
30. Syzygiella laevigata (Spruce) Steph.
31. Syzygiella liberata Inoue
32. Syzygiella ligulata Steph.
33. Syzygiella linguifolia Schiffn.
34. Syzygiella longifolia Steph.
35. Syzygiella macrocalyx (Mont.) Spruce
36. Syzygiella manca (Mont.) J.B. Jack & Steph.
37. Syzygiella mucronata Steph.
38. Syzygiella nigrescens (Steph.) K. Feldberg, Váňa, Hentschel & Heinrichs
39. Syzygiella nipponica (S. Hatt.) K. Feldberg, Váňa, Hentschel & Heinrichs
40. Syzygiella nuda (Horik.) S. Hatt.
41. Syzygiella oenops (Lindenb. & Gottsche) K. Feldberg, Váňa, Hentschel & Heinrichs
42. Syzygiella oppositifolia (Spruce) Spruce
43. Syzygiella ovalifolia Inoue
44. Syzygiella paludosa (Steph.) K. Feldberg, Váňa, Hentschel & Heinrichs
45. Syzygiella parvula Schiffn.
46. Syzygiella pectiniformis Spruce
47. Syzygiella perfoliata (Sw.) Spruce
48. Syzygiella plagiochiloides Spruce
49. Syzygiella pseudocclusa (E.A. Hodgs.) K. Feldberg, Váňa, Hentschel & Heinrichs
50. Syzygiella pseudoconnexa (Herzog) Inoue
51. Syzygiella purpurascens (Steph.) K. Feldberg, Váňa, Hentschel & Heinrichs
52. Syzygiella purpurea (Steph.) R.M. Schust.
53. Syzygiella quelchii Steph.
54. Syzygiella renifolia Gradst. & D.P. Costa
55. Syzygiella riclefii Pócs
56. Syzygiella rubricaulis (Nees) Steph.
57. Syzygiella ruwenzorensis Steph.
58. Syzygiella securifolia (Nees ex Lindenb.) Inoue
59. Syzygiella setulosa Steph.
60. Syzygiella sonderi (Gottsche) K. Feldberg, Váňa, Hentschel & Heinrichs
61. Syzygiella spegazziniana (Spruce ex C. Massal.) K. Feldberg, Váňa, Hentschel & Heinrichs
62. Syzygiella subintegerrima (Reinw., Blume & Nees) Spruce
63. Syzygiella subundulata Inoue
64. Syzygiella tasmanica (Hook. f. & Taylor) K. Feldberg, Váňa, Hentschel & Heinrichs
65. Syzygiella teres (Carrington & Pearson) Váňa
66. Syzygiella tonduzana Steph.
67. Syzygiella trigonifolia (Steph.) Herzog
68. Syzygiella tristaniana S.W. Arnell
69. Syzygiella uleana Steph.
70. Syzygiella undata (Mont.) K. Feldberg, Váňa, Hentschel & Heinrichs
71. Syzygiella variabilis (Sande Lac.) Schiffn.
72. Syzygiella variegata (Lindenb.) Schiffn.
73. Syzygiella virescens Steph.
74. Syzygiella viridonigra E.A. Hodgs.